# Бербешть (Алба)
Бербешть, Бербешті (рум. Bărbești) — село у повіті Алба в Румунії. Входить до складу комуни Могош.
Село розташоване на відстані 297 км на північний захід від Бухареста, 29 км на північний захід від Алба-Юлії, 59 км на південь від Клуж-Напоки.

## Населення
За даними перепису населення 2002 року у селі проживали 37 осіб, усі — румуни. Усі жителі села рідною мовою назвали румунську.